# Maruca vitrata
Maruca vitrata is een vlinder uit de familie van de grasmotten (Crambidae), uit de onderfamilie van de Spilomelinae. De wetenschappelijke naam van deze soort is voor het eerst voorgesteld als Phalaena vitrata door Johan Christian Fabricius in een publicatie uit 1787. De spanwijdte van deze soort varieert van 22 tot 30 millimeter.

## Verspreiding
De soort komt voor in de tropen, de subtropen en het Verre Oosten.

## Waardplanten
De rups van deze soort leeft op een groot aantal plantensoorten (voornamelijk op bonen).
- Brassicaceae
  - Brassica juncea[1]
- Fabaceae
  - Butea monosperma[1]
  - Cajanus cajan
  - Cajanus indicus
  - Canavalia ensiformis
  - Lablab purpureus
  - Phaseolus aureus
  - Phaseolus vulgaris
  - Pisum sativum
  - Saraca asoca (als Saraca indica[1])
  - Vigna radiata
  - Vigna unguiculata[1]
  - Psophocarpus tetragonolobus
  - Sesbania grandiflora[1]
  - Sesbania javanica[1]
- Poaceae
  - Oryza sativa
- Solanaceae
  - Nicotiana tabacum
- Malvaceae
  - Hibiscus rosa-sinensis

## Biologie
De biologie van deze soort is uitgebreid beschreven in.